# Cantharellus umbriceps
Cantharellus umbriceps är en svampart som beskrevs av Cooke 1879. Cantharellus umbriceps ingår i släktet Cantharellus och familjen kantareller.   Inga underarter finns listade i Catalogue of Life.